# Алвару VII
Алвару VII (порт. Álvaro VII) або Мпанзу-а-Мабондо (кон. Mpanzu-a-Mabondo; 1611–1666) — двадцять шостий маніконго центральноафриканського королівства Конго.
Після загибелі Антоніу I в битві при Мбвілі та повалення самопроголошеного маніконго Афонсу III новим правителем було проголошено Алвару VII.
Новий король відрядив довіреного капуцинського ченця, Фрея Джироламо з Монтесарчіо, до Луанди з метою укладення миру з португальцями. Втім чернець не зміг дістатись пункту призначення, потрапивши у вир повстання у Мбамбі. Він повернувся до столиці в червні 1666 року, де довідався, що Алвару VII вже мертвий. Короля було вбито в результаті дій графа Сойо, який увійшов до столиці, міста Сан-Сальвадор, та зайняв королівський палац. Після того він проголосив новим правителем Алвару VIII.